# NEET
A NEET (Not in Education, Employment, or Training), magyar nyelven: „foglalkoztatásban, oktatásban vagy képzésben részt nem vevő” rövidítés olyan személyre vonatkozik, aki munkanélküli, és nem részesül oktatásban vagy szakképzésben. Az osztályozás az 1990-es évek végén az Egyesült Királyságból származott, és használata változó mértékben terjedt el más országokban és régiókban, köztük Japánban, Dél-Koreában, Kínában, a Kínai Köztársaságban (Tajvanon), Kanadában és az Amerikai Egyesült Államokban. A NEET kategóriába tartoznak a munkanélküliek (munkanélküli és munkát kereső egyének), valamint a munkaerőn kívüli (munkanélküliek és nem keresők) egyének.

## Lásd még
- Aromantizmus
- Men Going Their Own Way
- Szósoku dansi

## Külső hivatkozás
- NEET-fiatalokra vonatkozó európai statisztika (angolul) – Eurostat